# Carlo Chiostri

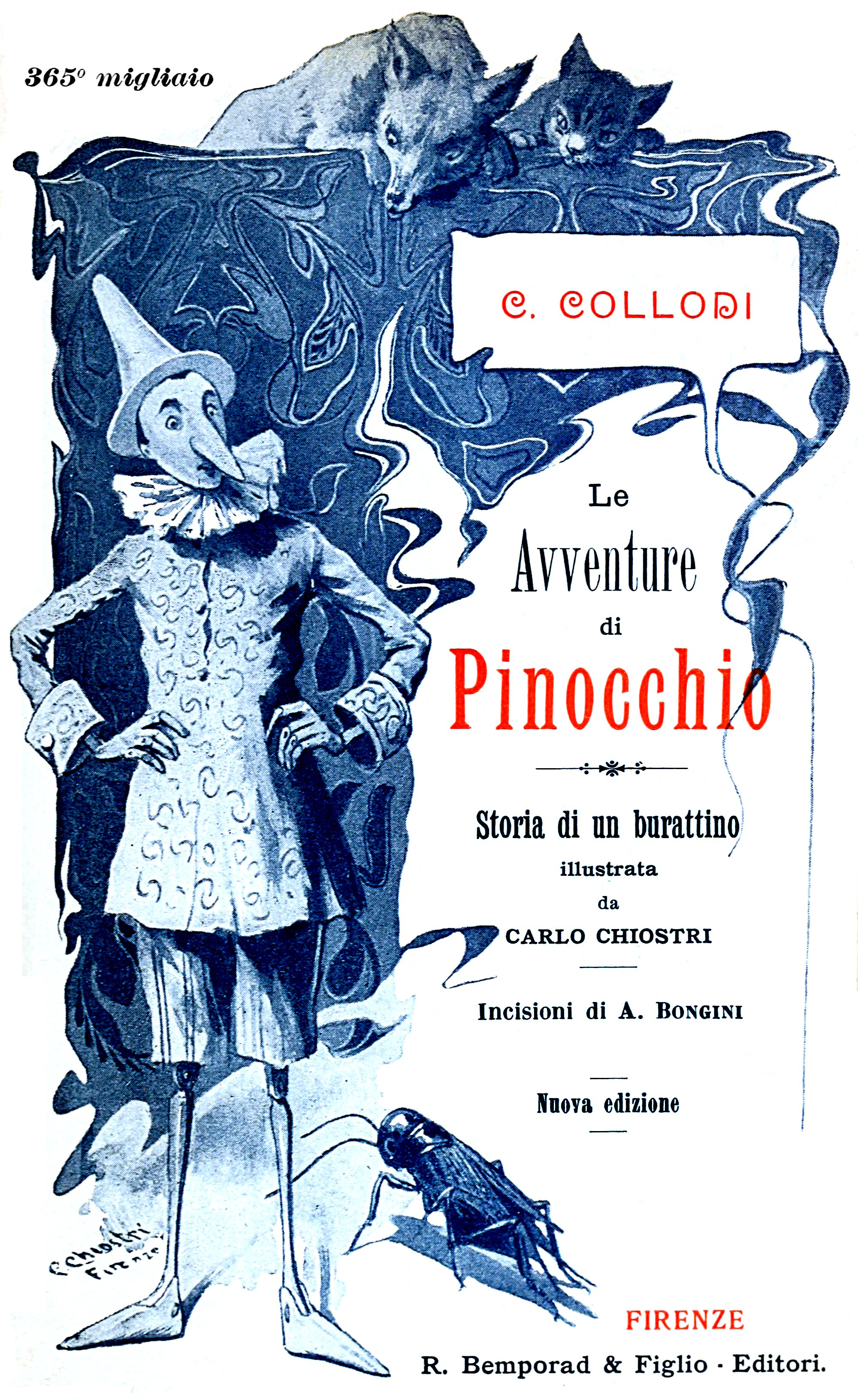
Couverture de l'édition de 1902 (Bemporad).

Carlo Chiostri (né à Florence le 5 mai 1863 et mort dans la même ville le 9 juillet 1939) est un peintre et artiste graphique autodidacte italien, mieux connu pour être l'un des premiers illustrateurs du livre Les Aventures de Pinocchio.

## Biographie
Carlo Chiostri a commencé à travailler comme illustrateur dans les années 1890, principalement pour les maisons d'édition Adriano Salani Editore, R. Bemporad & figlio et Casa Editrice Nerbini. Ses dessins pour Pinocchio ont été réalisés à la plume et à l'aquarelle, puis gravés sur bois. Ses dessins pour Ciondolino (1896) de Vamba, ont été faits à l'eau-forte.
Il a illustré les œuvres de nombreux autres auteurs connus, dont Alberto Cioci (1867-1925), qui a écrit une suite à Pinocchio appelée Lucignolo, l'amico di Pinocchio, Luigi Capuana, Emma Perodi et Emilio Salgari. Il a également créé des dessins pour Les Misérables de Victor Hugo et les œuvres complètes de Tommaso Catani, prêtre et ami de Carlo Collodi, qui a écrit des livres pour enfants. Pendant de nombreuses années, il a participé au Giornalino della Domenica. En 1910, il écrit Il falco e la colomba: melanconie d'un Gatto bigio (Le Faucon et la Colombe: la Mélancolie d'un chat gris). Il a aussi conçu des cartes postales.
Federico Fellini avait fait un commentaire sur Pinocchio et Chiostri:

« J'ai adoré cette histoire enfant, bien sûr, mais je l'aime encore aujourd'hui. Je me suis assis, surpris en train de rêver, les yeux mélancoliques devant les fantomatiques formes de Carlo Chiostri. Elles ont mis en évidence également la côté triste de ce livre, le goût du mauvais rêve, comme quand la fièvre fait trembler le malade. »